# Garcia Pires de Bragança
Garcia Pires I de Bragança, O Ledrão (antes de 1186 - depois de 1206), foi senhor de Ledra, um rico-homem e cavaleiro medieval do reino de Portugal e ainda mordomo-mor de Afonso IX de Leão em 1196 .

## Primeiros anos
Garcia era filho primogénito do magnate Pedro Fernandes de Bragança e da sua esposa e "co-irmã", Fruilhe Sanches de Celanova, pertencendo desta forma a uma das mais notáveis linhagens do Reino de Portugal, os Bragançãos. Esta família reveste-se de especial importância, pois para além do seu domínio incontestável na atual região de Trás-os-Montes, que integrava os seus domínios fronteiriços, que podiam facilmente mudar a fação do reino que apoiava (entre Portugal e Leão), destacava-se a sua reputação de valentes guerreiros. A acrescentar a estas qualidades, e a acreditar nos Livros de Linhagens, o seu trisavô, Fernão Mendes I, teria casado com uma infanta filha de Afonso VI de Leão, dando-lhe desta forma um poder equiparável ao do seu suposto cunhado Henrique de Borgonha.

## Na corte

### Em Portugal
Garcia Pires terá aparecido na corte de Sancho I de Portugal pela primeira vez por volta de 1186. Apesar de não ter desempenhado nenhum cargo curial, parece ter ganho rapidamente a confiança do monarca, pois dele recebeu várias doações, nomeadamente Castro, Algariz e Midões, vilas da freguesia de Suçães (Mirandela), e também em Ledra.
A rápida confiança que adquiriu não era de admirar, dado que poucos anos antes o seu pai fora Mordomo-mor de Afonso I de Portugal. Note-se também que Pedro era ainda vivo e na altura em que Garcia entrou na corte o pai ainda a frequentava, não sendo de rejeitar a probabilidade de o senhor de Bragança poder estar por detrás da grande e prematura doação que o filho recebeu.
O seu casamento foi também muito prestigianteː de facto, Gontinha Soares de Tougues era filha de Elvira Gonçalves de Sousa, que, para além de ter sido dama de companhia da infanta Teresa, filha de Afonso I, era neta de Gonçalo Mendes de Sousa, amigo próximo daquele mesmo monarca e um poderoso magnate que, como o pai, também havia exercido a Mordomia.
Em agosto de 1192, confirma, juntamente com o seu irmão Vasco Pires de Bragança, uma doação do rei de Portugal ao seu sobrinho, Fernão Fernandes de Bragança (filho do irmão de ambos, Fernão Pires de Bragança) e à respetiva esposa, Maria Pires, das vilas de Sezulfe, Vimioso e Mascarenhas. 

### Entre Portugal e Leão
À semelhança do seu pai, é provável que em determinado momento tenha deixado a corte portuguesa para se instalar no reino vizinho, onde terá servido Afonso IX de Leão como Mordomo-mor, uma vez que surge com este mesmo cargo no Reino de Leão em 1196. De qualquer forma, regressa pouco depois a Portugal, uma vez que surge na documentação da corte portuguesa até 1206, ano em que subitamente deixa de confirmar documentos, o que significa que abandonou a corte. Provavelmente, terá falecido pouco tempo depois.

## Papel fundiário
Quer por herança, quer por doações régias, é certo que os domínios de Garcia Pires se localizavam essencialmente nas terras de Mirandela e Ledra, onde o seu domínio deveria ser tão marcante que ficou cognominado como O Ledrão. Uma governação que parece até digna de nota, uma vez que não se encontram, nas Inquirições Gerais posteriores, qualquer menção a roubos ou violências da sua parte, fazendo dele um caso raro no historial familiar.
Tal como os pais, foi também um grande beneficiador da Ordem do Hospital, fazendo-lhes largas doações nos seus domínios. Uma delas foi Guide, registada pelas Inquirições, de cuja vila a Ordem detinha dois terços.

### Confusões no cognome
A designação de Ledrão, que por confusão foi inicialmente traduzida como Ladrão, não era uma alcunha pejorativa, mas parece estar mais relacionada com o simples facto de ter sido senhor incontestável da região de Ledra (Trás-os-Montes). A prova é que os seus familiares tiveram alcunhas similiaresː o avô e o pai, senhor de Bragança, eram conhecidos como O Braganção, e o seu irmão Vasco Pires tinha a alcunha O Veirão, relacionada com as suas prováveis posses na região da Beira.

## Matrimónio e descendência
Garcia desposou, em data incerta, Gontinha Soares de Tougues, Carnes Más, filha de  Soeiro Mendes de Tougues e de Elvira Gonçalves de Sousa, de quem teve:
- Pedro Garcia de Bragança [2] provavelmente o filho mais velho,[9] encetou uma relação incestuosa com a própria irmã, e depois casou com a leonesa Sancha Osorez;[2]
- Mor Garcia de Bragança,[2], da relação do seu irmão teve Martim Pires Tavaia, e começou mais tarde uma outra relação ilegítima;
- Fernão Garcia de Bragança,[2], tenente de Bragança (e chefe de família?)
- Teresa Garcia de Bragança, casou com Fernão Pires Manrique;[2]
- Elvira Garcia de Bragança, casou com Ordonho Álvares das Astúrias[2]